# Buchberg (Mailberg)
Der Buchberg ist ein 416 Meter hoher bewaldeter Berg im Bezirk Hollabrunn, Niederösterreich. Sein mit einem Kruzifix gekennzeichneter Gipfel liegt im Gemeindegebiet von Mailberg. Er ist über die Landesstraße 1010 erschlossen, deren Scheitelpunkt 367 m ü. A. erreicht.
Auf dem Berg befindet sich ein abgezäuntes Gatter für Wildschweine.
In geologischer Hinsicht sitzen nur ein paar kleine Schollen tertiären Kalkes (Algenkalk, „Leithakalk“), vielfach unter Löss begraben, weicheren älteren Schichten (Tegel, Sande) auf.
In den Hanglagen wird sowohl Richtung Mailberg als auch Richtung Immendorf (Gemeinde Wullersdorf) und Obritz (Gemeinde Hadres) Weinbau betrieben. Die Kellergasse „Marktweg“ in Mailberg befindet sich am Fuße des Buchbergs, auch die Kellergassen von Immendorf und die Kellergasse Obritz befinden sich am Bergfuß.
Über den Buchberg verläuft mit dem Ostösterreichischen Grenzlandweg ein österreichischer Weitwanderweg.